# Aeshna juncea
Espèce
Statut de conservation UICN

 LC  : Préoccupation mineure
L'æschne des joncs (Aeshna juncea) est une espèce d'odonates de la famille des Aeshnidae.

## Description et caractéristiques
Son corps est long de 65 à 80 mm

Le front est marqué d'un T noir caractéristique de l'espèce.

## Habitat et distribution
Généralement montagnarde, il est possible de l'observer jusqu'à près de 2 500 m d'altitude en France.

Présente en Eurasie et en Amérique du Nord.
 
Il s'agit de l'espèce de libellule la plus fréquente en altitude dans l'Arc alpin.